# Tommi Mäkinen
Tommi Antero Mäkinen (Puuppola, 26 juni 1964) is een Fins voormalig rallyrijder en huidig teammanager bij Toyota Gazoo Racing WRT in het wereldkampioenschap rally. Hij is een van de meest succesvolle rijders in de geschiedenis van het WK rally, waar hij naar vierentwintig overwinningen toe reed en tot vier keer toe de wereldtitel won. Hij evenaarde daarmee het record van landgenoot Juha Kankkunen, later overtroffen door de vijf titels van Sébastien Ogier en eerder al de negen van Sébastien Loeb.
Mäkinen profileerde zich begin jaren negentig in lagere categorieën op internationaal niveau, voordat een definitieve doorbraak kwam met een gastoptreden voor het fabrieksteam van Ford, waarmee hij naar de overwinning greep in de WK-rally van Finland in 1994. Hierna begon zijn jarenlange carrière bij Mitsubishi, en zou met hen in het 1996 seizoen naar zijn eerste wereldtitel grijpen. Mäkinen nam vanaf dat moment de rol als absolute kopman binnen het team op en zou zijn titel tot drie keer toe achtereenvolgend succesvol verdedigen, voor het laatst in 1999. Na afscheid te hebben genomen van Mitsubishi in 2001, reed hij nog twee minder succesvolle seizoenen bij Subaru, voordat hij zijn helm aan de wilgen hing en zich ging concentreren op het leiden van zijn eigen preparatieteam voor rallyauto's.
Zijn faam bij Mitsubishi zorgde ervoor dat er in 1999 een speciale Tommi Mäkinen Edition-Mitsubishi Lancer Evolution op de markt verscheen.

## Carrière

### Beginjaren
Tommi Mäkinen maakte in 1985 zijn debuut in de rallysport. In 1988 won hij met een Groep N-Lancia Delta HF het Fins rallykampioenschap in de standaard-productieklasse. Met deze auto maakte hij een jaar eerder al zijn eerste opwachting in het wereldkampioenschap rally, in zijn thuisrally in Finland. Zijn eerste grote overwinning volgde in 1989 tijdens de Finse Arctic Rally met een Groep A-versie van de Lancia Delta Integrale. Mäkinen, nu met Seppo Harjanne naast hem in de navigatorstoel, nam deel aan WK-rally's in de productieklasse in het 1990 seizoen met een Mitsubishi Galant VR-4, en wist daarin een aantal keer in zijn klasse te winnen en zelfs een paar algemene toptienklasseringen te behalen; in het kampioenschap uiteindelijk eindigend als derde. Deze resultaten brachten hem zijn eerste uitingen voor de fabrieksteams van Mazda en Nissan in de seizoenen 1991 en 1992. Verdere respectabele resultaten kwamen er in het WK met een inmiddels verouderde Lancia Delta Integrale, en werden opgevolgd met een campagne in het Formule 2 wereldkampioenschap in 1994, opnieuw actief voor Nissan. Datzelfde jaar nam hij aan de WK-ronde van Finland deel als gastrijder in een fabrieks-Ford Escort RS Cosworth. Mäkinen maakte een overtuigend optreden voor het team. Hij won het gros van de klassementsproeven en leidde het evenement ook voor het grootste deel, om uiteindelijk voor eigen publiek zijn eerste WK-rally overwinning over de streep te trekken. Hierna zou Mäkinen worden aangetrokken door het fabrieksteam van Mitsubishi, die hem contracteerde voor een volledig seizoen in 1995.

### Wereldkampioenschap rally

#### 1995-2001: Mitsubishi

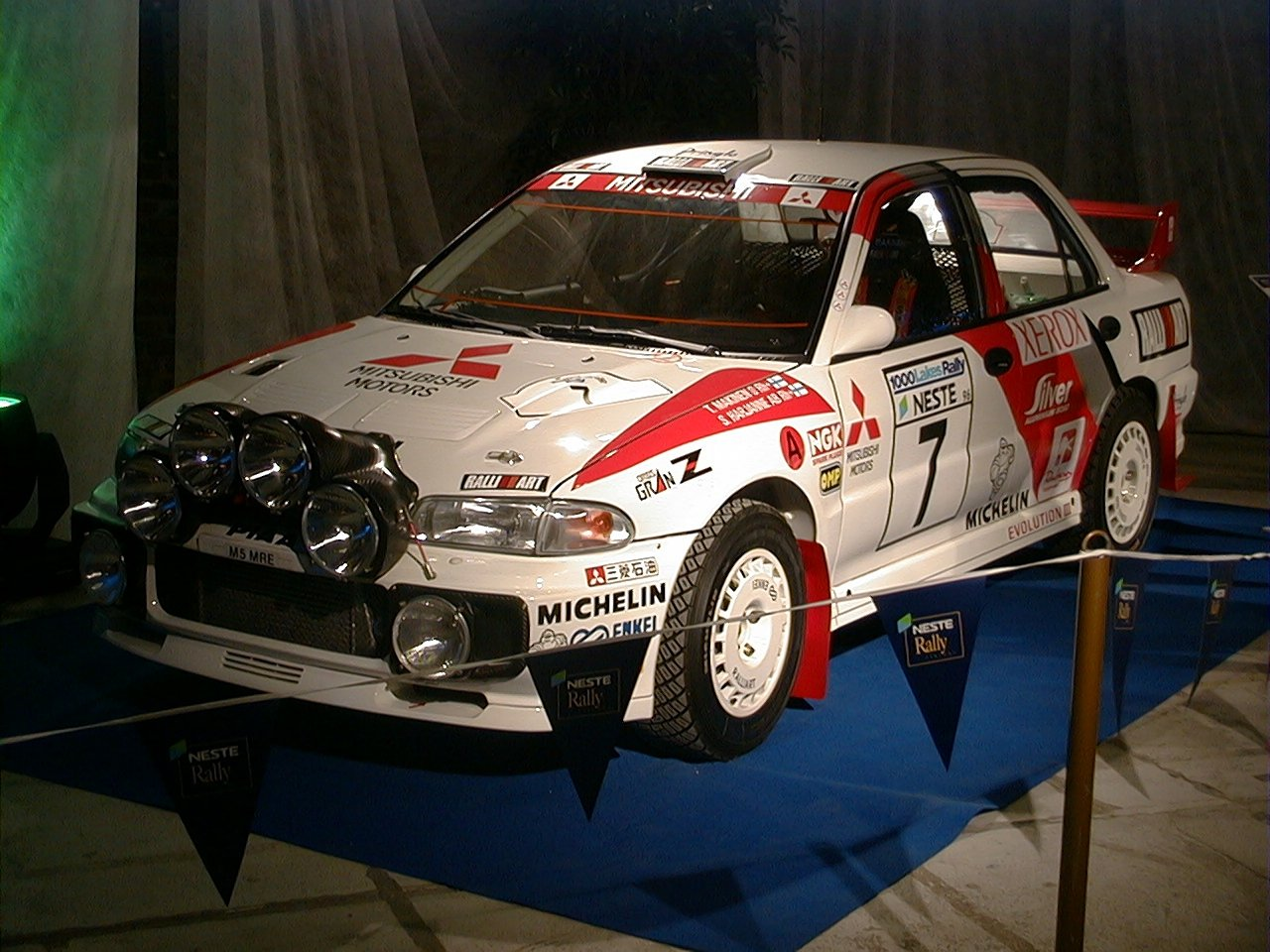
Mäkinen's Mitsubishi Lancer Evolution waarmee hij in 1996 voor het eerst wereldkampioen werd

Het team van Mitsubishi was na de introductie van de Mitsubishi Lancer Evolution langzamerhand bezig aan een opmars in het kampioenschap. Het eerste seizoen voor Mäkinen verliep echter nog wat wisselvallig qua resultaten. Een vroeg podium resultaat kwam er wel, in Zweden, waar hij in een intens gevecht tweede eindigde achter zijn ervaren teamgenoot Kenneth Eriksson. Mäkinen had de wedstrijd kunnen winnen, maar teamorders besloten dat Eriksson met de zege aan de haal mocht gaan, en Mäkinen zou hem op de laatste klassementsproef voorbij laten gaan. Hiervan was geen sprake tijdens de rally een jaar later, toen Mäkinen wel zou winnen, en daarmee de start inluidde van een uiterst succesvolle periode bij de Japanse constructeur. Nog eens drie overwinningen gedurende het 1996 seizoen, bracht hem in stelling voor zijn eerste wereldtitel, die hij uiteindelijk tijdens de WK-ronde van Australië met een vijfde overwinning in zijn voordeel zou beslissen. Mäkinen werd in 1997 pas de derde rijder in de geschiedenis van het kampioenschap die zijn titel succesvol wist te verdedigen. Hij wist dat jaar tot vier keer toe te winnen (waaronder in Catalonië ook voor het eerst op asfalt), maar had tot aan de slotronde van het kampioenschap in Groot-Brittannië een zware kluif aan Colin McRae. McRae won daar de rally, maar Mäkinen had aan zijn uiteindelijke zesde plaats genoeg om met slechts een punt verschil het kampioenschap opnieuw naar zich toe te trekken. In het 1998 seizoen, waarin Risto Mannisenmäki de gestopte Harjanne als navigator naast Mäkinen opvolgde, was de competitie eveneens nauw te noemen. Dit hielp Mäkinen in de eerste seizoenshelft, die hem ondanks twee overwinningen ook vijf keer een DNF achter zijn naam zag zetten. Hierna maakte hij een inhaalslag met drie overtuigende overwinningen op rij en daardoor zou opnieuw tijdens de seizoensafsluiter in Groot-Brittannië de beslissing vallen voor de titel, welke nu tussen Mäkinen en Carlos Sainz zou worden uitgevochten. Mäkinen zette zich echter al vroegtijdig buitenspel, toen hij op een van de openingsproeven op asfalt verrast werd door olie op de weg, waardoor de achterzijde van zijn auto na een bocht uitbrak en daarbij een stenen blok raakte, waarna het achterwiel afbrak. De opgelopen schade betekende het einde van de rally, en Sainz, die niet per se moest winnen, kon hierna om zijn derde wereldtitel te winnen consolideren voor een top vier klassering. De motor van Sainz's Toyota Corolla WRC gaf echter in het zicht van de finish van de laatste klassementsproef de geest, waardoor Mäkinen, die nota bene al op het vliegveld stond om richting huis te vertrekken, te horen kreeg dat hij alsnog zijn derde wereldtitel kon vieren. Gepaard met Richard Burns dat seizoen, bezorgden zij het team van Mitsubishi tevens hun eerste titel bij de constructeurs. Mäkinen's titelverdediging in 1999 leek een stuk eenvoudiger, waar hij op een diskwalificatie in de Safari na, naast drie overwinningen ook consequent punten wist te scoren in alle rally's. Een kleine dip door twee opeenvolgende DNF's bracht de spanning enigszins terug, maar Mäkinen volgde dit op met een zwaar bevochten zege in San Remo, waarna zijn derde plaats in Australië uiteindelijk genoeg was om voor de vierde keer op rij wereldkampioen te worden. Hij evenaarde daarmee het record van landgenoot Juha Kankkunen, al wist die het niet in een dusdanige reeks als Mäkinen neer te zetten.

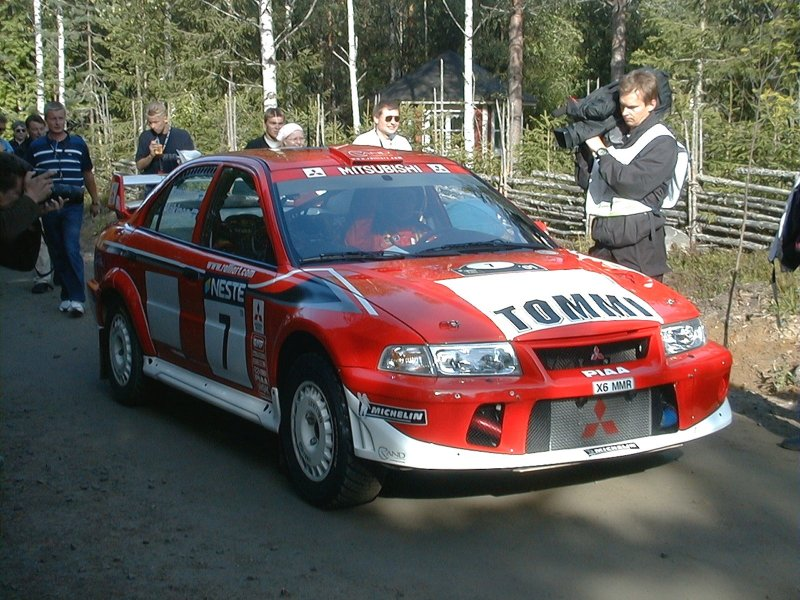
Mäkinen achter het stuur van zijn Mitsubishi Lancer Evo 6.5 tijdens de rally van Finland in 2001

Het 2000 seizoen zag vervolgens een terugval in het kampioenschap voor Mitsubishi en Mäkinen. Een competitieve start werd er wel gemaakt, met onder meer een overwinning tijdens de openingsronde in Monte Carlo, alleen verliep het gehele seizoen qua resultaten te wisselvallig om mee te dingen voor een vijfde titel. Een tweede zege van het seizoen in Australië werd hem ontnomen na diskwalificatie vanwege een illegaal gemodificeerde turbo en Mäkinen eindigde dit keer slechts als vijfde in het kampioenschap. Mitsubishi, die in tegenstelling tot de concurrentie, al jaren bleef volhouden met een Groep A-auto gebouwd om Mäkinen heen, hadden op dat moment aangekondigd eveneens te beginnen aan de ontwikkeling van een World Rally Car, welke ongeveer een jaar later zou debuteren in het kampioenschap. Met dit vooruitzicht begon Mäkinen in 2001 opnieuw aan een seizoen in de Groep A-Lancer, en dit zag hem een sterke start maken met overwinningen in Monte Carlo en Portugal. Hij sloot de eerste seizoenshelft vervolgens af door te zegevieren in de Safari en voerde de titelstrijd op dat moment ook aan. Zijn tweede seizoenshelft, ingeluid met een ongeluk in zijn thuisrally in Finland, verliep echter dramatisch. De opwachting van Mitsubishi's Lancer WRC kwam uiteindelijk in San Remo, maar de auto bleek moeilijk handelbaar en uiteindelijk niet competitief genoeg. In Corsica maakte Mäkinen een zwaar ongeluk mee, waarbij zijn navigator Mannisenmäki ernstig rugletsel opliep en zijn carrière gedwongen moest beëindigen. Een punt werd er vervolgens gepakt in Australië en met ingang van de laatste ronde in Groot-Brittannië had Mäkinen ondanks deze slechte reeks nog steeds kans om het kampioenschap binnen te halen, waarin hij maar op een punt verwijdert was van leider McRae, terwijl Burns achter hem ook slechts op een punt volgde. Op de tweede klassementsproef van de rally vervlogen echter de titelaspiraties voor Mäkinen al, toen hij daar zijn wielophanging afbrak en als consequentie uit de rally lag.

#### 2002-2003: Subaru

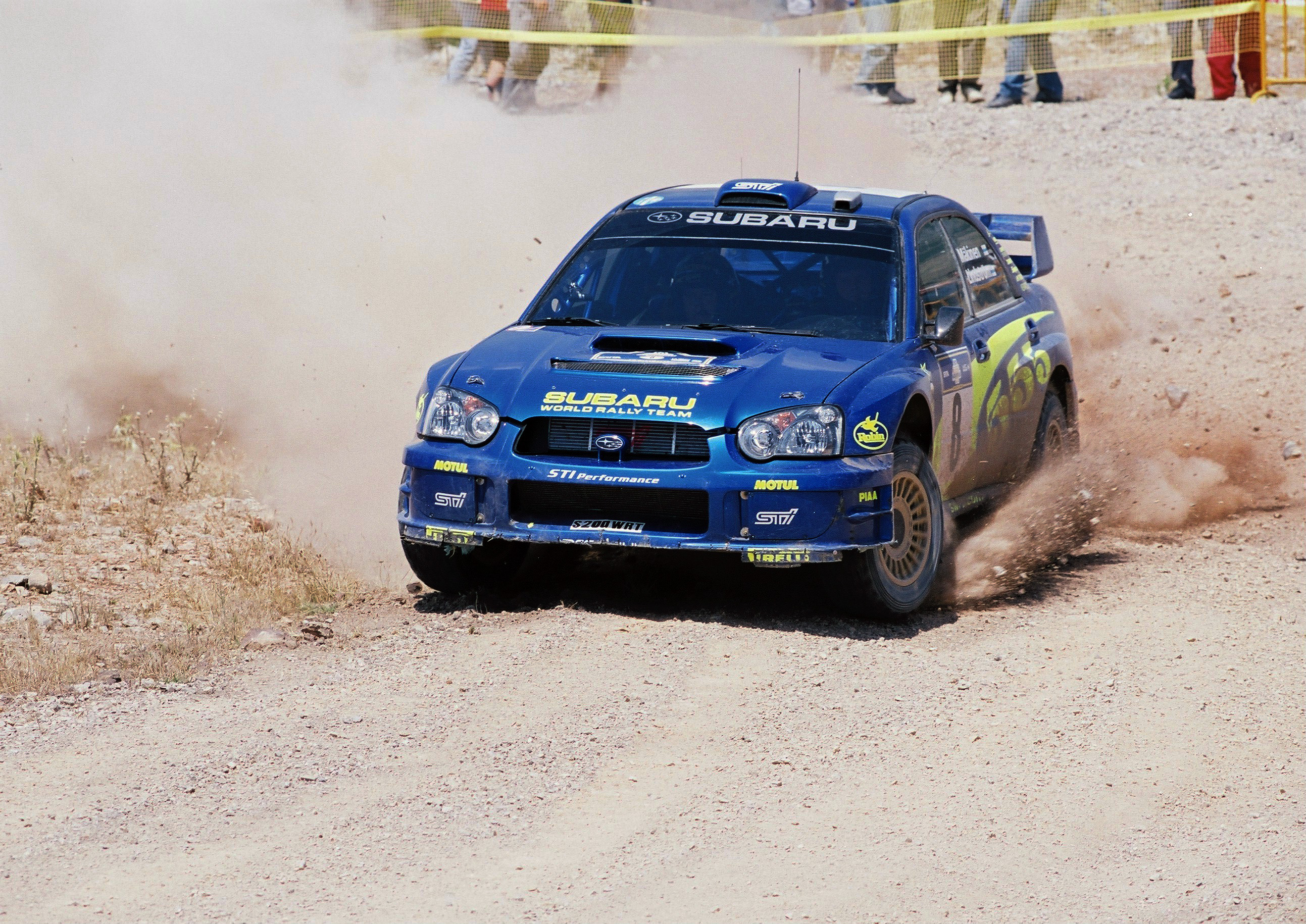
Mäkinen in zijn laatste seizoen met Subaru in de Acropolis rally van 2003

Mäkinen wachtte een eventuele doorbraak van Mitsubishi´s Lancer WRC niet af en tekende nog voor afloop van het 2001 seizoen een tweejarig contract bij het team van Subaru, waar hij de uiteindelijke wereldkampioen van 2001 Richard Burns zou vervangen, die op zijn beurt naar Peugeot vertrok. Mäkinen bewees gelijk zijn waarde door de openingsronde van het kampioenschap in 2002 in Monte Carlo te winnen, iets wat hij nu voor de vierde keer op rij wist te doen, en waarmee hij het record in het aantal overwinningen in deze rally van Walter Röhrl evenaarde. Het was in eerste instantie eigenlijk Sébastien Loeb die de rally voor Citroën won, maar die kreeg na afloop een tijdstraf te verduren, waardoor de zege in handen kwam van Mäkinen. Ondanks deze start, liep de rest van zijn eerste seizoen bij Subaru uit op een enorme teleurstelling; gekarakteriseerd door een groot aantal DNF's, welke veelal te wijten waren aan mechanische pech. In de WK-ronde van Argentinië maakte Mäkinen echter ook een zwaar ongeluk mee, waar hij zijn Subaru met meerdere rollen de wedstrijd uit hielp. Daarnaast was het zijn teamgenoot Petter Solberg die dat jaar zijn doorbraak meemaakte in het kampioenschap en in resultaten Mäkinen uiteindelijk grotendeels in de schaduw liet. Solberg leerde daarentegen wel veel van de ervaring die Mäkinen mee bracht in het team. Het 2003 seizoen zag Mäkinen opnieuw kwakkelen in zijn resultaten. In Zweden greep hij nog wel naar een verdienstelijke tweede plaats toe, maar podium resultaten werden hierna een zeldzaamheid voor Mäkinen. Al halverwege het seizoen trok hij hieruit zijn conclusies en besloot zijn contract uit te dienen om vervolgens na afloop van het seizoen zijn carrière als rallyrijder te stoppen. In Groot-Brittannië, daar waar Solberg won en wereldkampioen zou worden, besloot Mäkinen zijn carrière op gepaste wijze, door er op het podium te eindigen als derde.

### Latere carrière

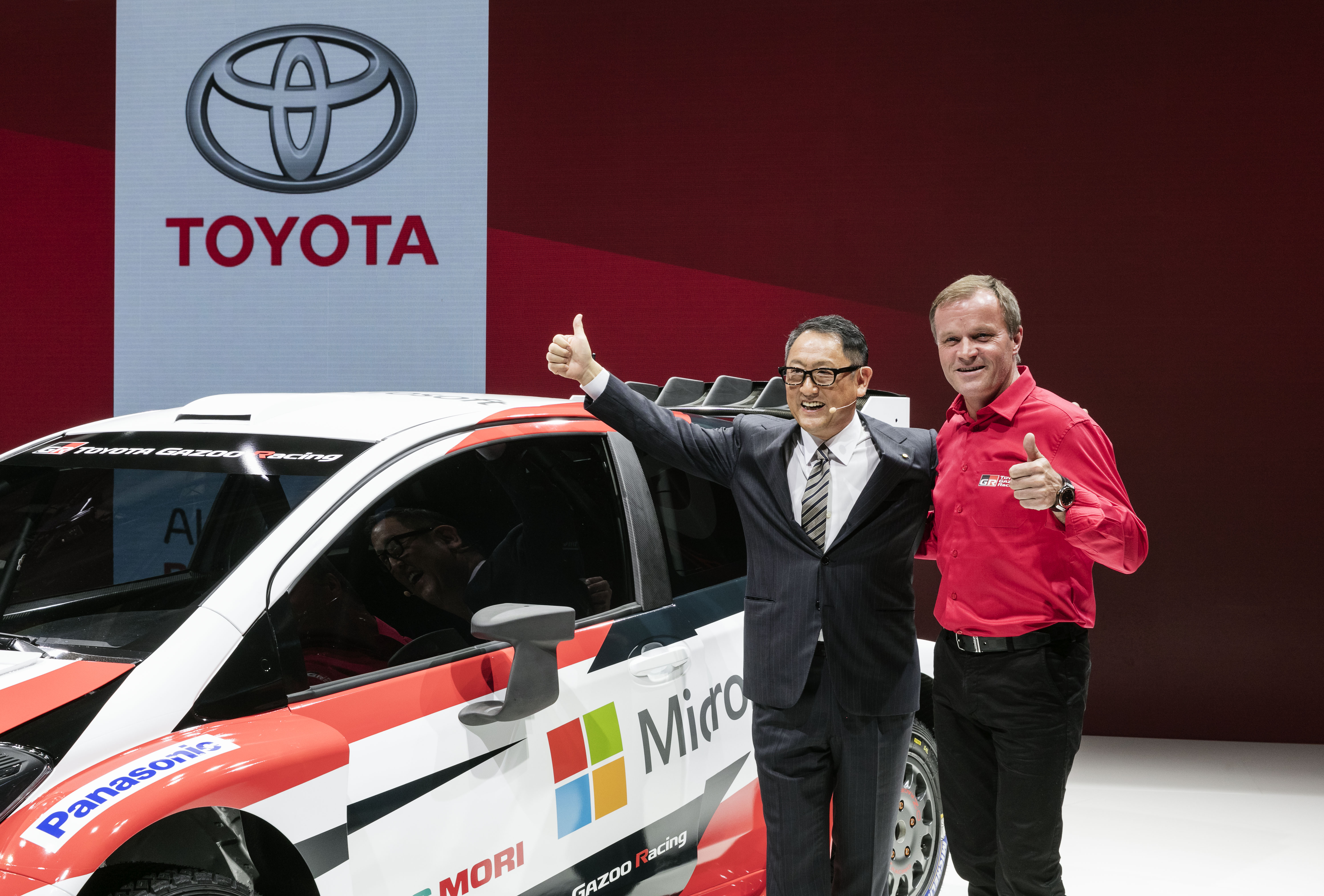
Sinds 2016 is Mäkinen teammanager bij Toyota, hier tijdens de presentatie van de Yaris WRC in 2016

Na zijn rol bij Subaru, begon Mäkinen zijn preparatieteam voor rallyauto's, genaamd Tommi Mäkinen Racing, wat in eerste instantie exclusief gericht was op Subaru's. In 2004 kwam hij daarom uit in een Groep N Subaru Impreza WRX STi als voorrij-auto tijdens de WK-rally van Japan. Het team prepareerde in 2009 de Fiat Punto Abarth S2000 waarmee Formule 1-coureur Kimi Räikkönen deelnam aan de Finse WK-ronde en in de 2011 editie de Subaru Impreza STi R4 van Per-Gunnar Andersson. Tegenwoordig worden de Ford Fiesta R5's van Hiroki Arai en Takamoto Katsuta in het World Rally Championship-2 door zijn team geprepareerd.
In de zomer van 2015 werd bekend dat Mäkinen de teammanager zou gaan worden bij het officiële fabrieksteam van Toyota, die na jaren absentie in het 2017 seizoen een terugkeer maken in het wereldkampioenschap rally, actief met de Toyota Yaris WRC. Het team won in Zweden met Jari-Matti Latvala achter het stuur hun eerste WK-rally.

## Complete resultaten in het wereldkampioenschap rally
| Seizoen | Inschrijving                      | Auto                        | 1       | 2       | 3       | 4       | 5       | 6       | 7       | 8       | 9       | 10      | 11      | 12      | 13      | 14      | Pos. | Punten |
| ------- | --------------------------------- | --------------------------- | ------- | ------- | ------- | ------- | ------- | ------- | ------- | ------- | ------- | ------- | ------- | ------- | ------- | ------- | ---- | ------ |
| 1987    | Tommi Mäkinen                     | Lancia Delta HF 4WD         | MON     | ZWE     | POR     | KEN     | FRA     | GRI     | VST     | NZL     | ARG     | FIN DNF | IVK     | ITA     | GBR     |         | –    | 0      |
| 1988    | Tommi Mäkinen                     | Lancia Delta HF 4WD         | MON     | ZWE     | POR     | KEN     | FRA     | GRI     | VST     | NZL     | ARG     | FIN DNF | IVK     | ITA     |         |         | –    | 0      |
| 1988    | Mu-Uutiset 4 Rombi Corse          | Lancia Delta Integrale      |         |         |         |         |         |         |         |         |         |         |         |         | GBR DNF |         | –    | 0      |
| 1989    | Tommi Mäkinen                     | Lancia Delta Integrale      | ZWE DNF | MON     | POR     | KEN     | FRA     | GRI     | NZL     | ARG     | FIN DNF | AUS     | ITA     | IVK     | GBR     |         | –    | 0      |
| 1990    | Pro Sport Rally Team              | Mitsubishi Galant VR-4      | MON     | POR     | KEN     | FRA     | GRI     | NZL 6   | ARG     | FIN 11  | AUS 7   | ITA 13  | IVK     | GBR DNF |         |         | 24   | 10     |
| 1991    | Promoracing Finland               | Ford Sierra RS Cosworth 4x4 | MON     | ZWE 13  |         |         |         |         |         |         |         |         |         |         |         |         | 31   | 8      |
| 1991    | Tommi Mäkinen                     | Ford Sierra RS Cosworth 4x4 |         |         | POR DNF | KEN     | FRA     | GRI     |         |         |         |         |         |         |         |         | 31   | 8      |
| 1991    | Tommi Mäkinen                     | Mitsubishi Galant VR-4      |         |         |         |         |         |         | NZL DNF | ARG     |         |         |         |         |         |         | 31   | 8      |
| 1991    | Mazda Rally Team Europe           | Mazda 323 GTX               |         |         |         |         |         |         |         |         | FIN 5   | AUS     | ITA     | IVK     | SPA     | GBR DNF | 31   | 8      |
| 1992    | Nissan Motorsports Europe         | Nissan Sunny GTI-R          | MON 9   | ZWE     | POR DNF | KEN     | FRA     | GRI     | NZL     | ARG     | FIN DNF | AUS     | ITA     | SPA     | IVK     | GBR 8   | 40   | 6      |
| 1993    | Astra                             | Lancia Delta HF Integrale   | MON     | ZWE 4   | POR     | KEN     | FRA     | GRI 6   | ARG     | NZL     | FIN 4   | AUS     | ITA     | SPA     | GBR     |         | 10   | 26     |
| 1994    | Nissan F2                         | Nissan Sunny GTI            | MON     | ZWE DNF | POR DNF | KEN     | FRA     | GRI     | ARG     | NZL     |         |         |         | SPA DNF | GBR 9   |         | 10   | 22     |
| 1994    | Ford Motor Co Ltd.                | Ford Escort RS Cosworth     |         |         |         |         |         |         |         |         | FIN 1   | AUS     |         |         |         |         | 10   | 22     |
| 1994    | Team Mitsubishi Ralliart          | Mitsubishi Lancer Evo II    |         |         |         |         |         |         |         |         |         |         | ITA DNF |         |         |         | 10   | 22     |
| 1995    | Team Mitsubishi Ralliart          | Mitsubishi Lancer Evo II    | MON 4   | ZWE 2   | POR     | KEN     |         |         |         |         |         |         |         |         |         |         | 5    | 38     |
| 1995    | Team Mitsubishi Ralliart          | Mitsubishi Lancer Evo III   |         |         |         |         | FRA 8   | GRI     | NZL DNF | ARG     | FIN 1   | AUS 4   | ITA     | SPA DNF | GBR DNF |         | 5    | 38     |
| 1996    | Team Mitsubishi Ralliart          | Mitsubishi Lancer Evo III   | MON     | ZWE 1   | POR     | KEN 1   | IND DNF | FRA     | GRI 2   | ARG 1   |         | FIN 1   |         | ITA DNF | SPA 5   | GBR     | 1    | 123    |
| 1996    | Rothmans Mitsubishi Ralliart      | Mitsubishi Lancer Evo III   |         |         |         |         |         |         |         |         | NZL DNF |         |         |         |         |         | 1    | 123    |
| 1996    | Team Petronas Mitsubishi Ralliart | Mitsubishi Lancer Evo III   |         |         |         |         |         |         |         |         |         |         | AUS 1   |         |         |         | 1    | 123    |
| 1997    | Team Mitsubishi Ralliart          | Mitsubishi Lancer Evo IV    | MON 3   | ZWE 3   | KEN DNF | POR 1   | SPA 1   | FRA DNF | ARG 1   | GRI 3   | NZL DNF | FIN 1   | IND DNF | ITA 3   | AUS 2   | GBR 6   | 1    | 63     |
| 1998    | Team Mitsubishi Ralliart          | Mitsubishi Lancer Evo IV    | MON DNF | ZWE 1   | KEN DNF | POR DNF |         |         |         |         |         |         |         |         |         |         | 1    | 58     |
| 1998    | Team Mitsubishi Ralliart          | Mitsubishi Lancer Evo V     |         |         |         |         | SPA 3   | FRA DNF | ARG 1   | GRI DNF | NZL 3   | FIN 1   | ITA 1   | AUS 1   | GBR DNF |         | 1    | 58     |
| 1999    | Marlboro Mitsubishi Ralliart      | Mitsubishi Lancer Evo VI    | MON 1   | ZWE 1   | KEN EX  | POR 5   | SPA 3   | FRA 6   | ARG 4   | GRI 3   | NZL 1   | FIN DNF | CHN DNF | ITA 1   | AUS 3   | GBR DNF | 1    | 62     |
| 2000    | Marlboro Mitsubishi Ralliart      | Mitsubishi Lancer Evo VI    | MON 1   | ZWE 2   | KEN DNF | POR DNF | SPA 4   | ARG 3   | GRI DNF | NZL DNF | FIN 4   | CYP 5   | FRA DNF | ITA 3   | AUS EX  | GBR 3   | 5    | 36     |
| 2001    | Marlboro Mitsubishi Ralliart      | Mitsubishi Lancer Evo 6.5   | MON 1   | ZWE DNF | POR 1   | SPA 3   | ARG 4   | CYP DNF | GRI 4   | KEN 1   | FIN DNF | NZL 8   |         |         |         |         | 3    | 41     |
| 2001    | Marlboro Mitsubishi Ralliart      | Mitsubishi Lancer WRC       |         |         |         |         |         |         |         |         |         |         | ITA DNF | FRA DNF | AUS 6   | GBR DNF | 3    | 41     |
| 2002    | 555 Subaru World Rally Team       | Subaru Impreza S7 WRC 01    | MON 1   | ZWE DNF |         |         |         |         |         |         |         |         |         |         |         |         | 8    | 22     |
| 2002    | 555 Subaru World Rally Team       | Subaru Impreza S8 WRC 02    |         |         | FRA DNF | SPA DNF | CYP 3   | ARG DNF | GRI DNF | KEN DNF | FIN 6   | DUI 7   | ITA DNF | NZL 3   | AUS EX  | GBR 4   | 8    | 22     |
| 2003    | 555 Subaru World Rally Team       | Subaru Impreza S9 WRC 03    | MON DNF | ZWE 2   | TUR 8   | NZL 7   | ARG DNF | GRI 5   | CYP DNF | DUI DNF | FIN 6   | AUS 6   | ITA 10  | FRA 7   | SPA 8   | GBR 3   | 8    | 30     |

#### Overwinningen
| #  | Seizoen | Rally                                  | Navigator          | Auto                      |
| -- | ------- | -------------------------------------- | ------------------ | ------------------------- |
| 1  | 1994    | 44th 1000 Lakes Rally                  | Seppo Harjanne     | Ford Escort RS Cosworth   |
| 2  | 1996    | 45th International Swedish Rally       | Seppo Harjanne     | Mitsubishi Lancer Evo III |
| 3  | 1996    | 44th Safari Rally Kenya                | Seppo Harjanne     | Mitsubishi Lancer Evo III |
| 4  | 1996    | 16º Rally Argentina                    | Seppo Harjanne     | Mitsubishi Lancer Evo III |
| 5  | 1996    | 46th Neste 1000 Lakes Rally            | Seppo Harjanne     | Mitsubishi Lancer Evo III |
| 6  | 1996    | 9th API Rally Australia                | Seppo Harjanne     | Mitsubishi Lancer Evo III |
| 7  | 1997    | 31º TAP Rallye de Portugal             | Seppo Harjanne     | Mitsubishi Lancer Evo IV  |
| 8  | 1997    | 33º Rallye Catalunya - Costa Brava     | Seppo Harjanne     | Mitsubishi Lancer Evo IV  |
| 9  | 1997    | 17º Rally Argentina                    | Seppo Harjanne     | Mitsubishi Lancer Evo IV  |
| 10 | 1997    | 47th Neste Rally Finland               | Seppo Harjanne     | Mitsubishi Lancer Evo IV  |
| 11 | 1998    | 47th International Swedish Rally       | Risto Mannisenmäki | Mitsubishi Lancer Evo IV  |
| 12 | 1998    | 18º Rally Argentina                    | Risto Mannisenmäki | Mitsubishi Lancer Evo V   |
| 13 | 1998    | 48th Neste Rally Finland               | Risto Mannisenmäki | Mitsubishi Lancer Evo V   |
| 14 | 1998    | 40º Rallye Sanremo - Rallye d´Italia   | Risto Mannisenmäki | Mitsubishi Lancer Evo V   |
| 15 | 1998    | 11th API Rally Australia               | Risto Mannisenmäki | Mitsubishi Lancer Evo V   |
| 16 | 1999    | 67ème Rallye Automobile de Monte-Carlo | Risto Mannisenmäki | Mitsubishi Lancer Evo VI  |
| 17 | 1999    | 48th International Swedish Rally       | Risto Mannisenmäki | Mitsubishi Lancer Evo VI  |
| 18 | 1999    | 30th Rally of New Zealand              | Risto Mannisenmäki | Mitsubishi Lancer Evo VI  |
| 19 | 1999    | 41º Rallye Sanremo - Rallye d´Italia   | Risto Mannisenmäki | Mitsubishi Lancer Evo VI  |
| 20 | 2000    | 68ème Rallye Automobile de Monte-Carlo | Risto Mannisenmäki | Mitsubishi Lancer Evo VI  |
| 21 | 2001    | 69ème Rallye Automobile de Monte-Carlo | Risto Mannisenmäki | Mitsubishi Lancer Evo 6.5 |
| 22 | 2001    | 35º TAP Rallye de Portugal             | Risto Mannisenmäki | Mitsubishi Lancer Evo 6.5 |
| 23 | 2001    | 49th Safari Rally Kenya                | Risto Mannisenmäki | Mitsubishi Lancer Evo 6.5 |
| 24 | 2002    | 70ème Rallye Automobile de Monte-Carlo | Kaj Lindström      | Subaru Impreza S7 WRC 01  |

## Overige internationale overwinningen

#### FIA 2-liter wereldkampioenschap
| Seizoen | Rally                 | Navigator      | Auto                      |
| ------- | --------------------- | -------------- | ------------------------- |
| 1995    | 45th 1000 Lakes Rally | Seppo Harjanne | Mitsubishi Lancer Evo III |